# Công ty Đo đạc ảnh địa hình
Công ty Đo đạc ảnh địa hình tiền thân là Liên đoàn Trắc địa địa hình I, Công ty được thành lập ngày 19 tháng 6 năm 1987. Trụ sở chính của Công ty đặt tại 51 Huỳnh Thúc Kháng, Quận Đống Đa, Thành phố Hà Nội.
Cuôi năm 2009 là Tổng Công ty Tài nguyên và Môi trường Việt Nam.
Đây là Công ty duy nhất ở Việt Nam có mô hình tổ chức sản xuất khép kín từ khâu bay chụp ảnh đến khâu biên tập ra bản đồ gốc dạng số và xây dựng cơ sở dữ liệu nền. Từ những ngày đầu thành lập đến nay, Công ty đã tham gia thực hiện nhiều dự án quan trọng, đặc biệt là về các công trình liên quan đến công tác phân định biên giới giữa Việt Nam và các nước: xây dựng bản đồ địa hình tỷ lệ 1:50.000 tuyến biên giới Việt - Lào, bản đồ địa hình tỷ lệ 1/50.000 biên giới Việt – Trung, biên giới Việt Nam - Campuchia.

## Lịch sử
Công ty Đo đạc ảnh Địa hình tiền thân là Liên đoàn Trắc địa Địa hình I được thành lập ngày 19 tháng 6 năm 1987 trên cơ sở sáp nhập ba đơn vị sản xuất trực thuộc Cục Đo đạc và Bản đồ Nhà nước là:
- Đoàn Đo đạc địa hình I, đây là đơn vị đo đạc địa hình đầu tiên của Cục Đo đạc và Bản đồ
- Đoàn Đo vẽ bản đồ, là đơn vị đo vẽ ảnh đầu tiên của ngành
- Xí nghiệp Đo vẽ ảnh II (thành lập năm 1972), là đơn vị đo vẽ ảnh lớn nhất và hiện đại nhất của ngành

Trong quá trình hình thành và phát triển của mình Công ty đã nhiều lần thay đổi tên gọi để phù hợp với từng thời kỳ hoạt động như:
- Liên đoàn Trắc địa địa hình I, tên gọi ban đầu của Công ty
- Năm 1992, đổi tên thành Xí nghiệp Liên hợp Trắc địa bản đồ số 1
- Năm 1987, đổi tên thành Công ty Trắc địa bản đồ số I
- Năm 1999, được sắp xếp tổ chức lại với tên là Công ty Đo đạc ảnh địa hình [3].

Hiện nay, Công ty Đo đạc ảnh địa hình có hơn 1.200 cán bộ, kỹ thuật viên và công nhân kỹ thuật, nhiều người trong số họ được trực tiếp đào tạo tại nhiều nước trên thế giới. Bên cạnh đó, Công ty cũng áp dụng các trang thiết bị đồng bộ, tiên tiến, nhằm đáp ứng các công việc về trắc địa địa hình, địa chính, địa hình đáy biển, thành lập bản đồ số và các công việc trắc địa công trình khác.
Ngoài ra, Công ty còn triển khai xây dựng và phát triển cơ sở dữ liệu ảnh, bản đồ địa hình, địa chính, đáp ứng nhu cầu về nguồn dữ liệu thông tin địa lý, đất đai, hiệu chỉnh biến động đất đai, quản lý lãnh thổ, điều tra, kiểm soát tài nguyên và bảo vệ môi trường.

## Thành tích[5]
- Huân chương Lao động hạng ba, năm 1982 (trao tặng cho Đoàn Đo đạc địa hình I)
- Huân chương Lao động hạng hai, năm 1985 (trao tặng cho Đoàn Đo đạc địa hình I)
- Huân chương Lao động hạng nhất, năm 2001
- Huân chương Độc lập hạng ba, năm 2008
- Danh hiệu Anh hùng Lao động năm 2005
- Lãng hoa của Bác Tôn năm 1980 (trao tặng cho Đoàn Đo đạc địa hình I)

Ngoài ra Công ty còn nhiều lần được tặng thưởng bằng khen và Cờ luân lưu về thành tích lao động sản xuất do Nhà nước và Cục Đo đạc và Bản đồ Nhà nước tặng

## Các đơn vị thành viên
Các đơn vị sản xuất trực thuộc Công ty:
1. Xí nghiệp Bay chụp và Xử lý ảnh hàng không
2. Xí nghiệp Trắc địa bản đồ 102
3. Xí nghiệp Trắc địa bản đồ 205
4. Xí nghiệp Đo đạc địa hình
5. Xí nghiệp Trắc địa ảnh
6. Xí nghiệp Đo vẽ ảnh số
7. Xí nghiệp Đo vẽ ảnh miền Nam
8. Xí nghiệp Đo đạc địa hình miền Nam

Tháng 6/2010 thành lập Công ty Tài nguyên - Môi trường biển trực thuộc Tổng Công ty Tài nguyên và Môi trường Việt Nam, trên cơ sở tổ chức lại Xí nghiệp đo đạc địa hình II.
1. Trung tâm Dịch vụ kỹ thuật
2. Trung tâm Ứng dụng công nghệ Tài nguyên và Môi trường